# Sam van Eeghen
Samuel Pieter (Sam) van Eeghen (Zeist, 28 juni 1853 - Doorn, 20 januari 1934) was een Nederlandse handelaar en politicus in Amsterdam.
Sam van Eeghen was een telg uit de koopmansfamilie Van Eeghen. Na zijn schooltijd in Amsterdam werkte hij eerst bij D.H. Roodhuyzen, een handelaar in suiker. Vervolgens ging hij enige tijd naar Nederlands-Indië. Zijn verblijf aldaar heeft grote invloed gehad op zijn leven. In 1877 keerde hij terug naar Amsterdam en ging hij aan de slag bij het familiebedrijf Van Eeghen & Co, waar hij na drie jaar firmant werd.
Hij was getrouwd met jonkvrouwe Olga Catherina Antoinetta van Loon, met wie hij zeven kinderen had. De feministe en vredesactiviste Louise van Eeghen was zijn dochter.
Van Eeghen was voorzitter van de Effectenbeurs, voorzitter van de Kamer van Koophandel (1904-1920) en als liberaal lid van de Provinciale Staten van Noord-Holland (1904-1919). In de Eerste Wereldoorlog adviseerde Van Eeghen de effectenbeurs te sluiten en werd hij voorzitter van de commissie die de Beurswet van 1914 moest gaan uitvoeren. In 1915 kreegt hij zitting in het 'Bureau voor den Coprahandel'.